# Köprücük
Köprücük (kurd. Kerpêl, deutsch Brückchen) ist ein Dorf im Landkreis Yüksekova der türkischen Provinz Hakkâri. Köprücük liegt in Südostanatolien auf 1855 m über dem Meeresspiegel, ca. 13 km westlich von Yüksekova. Die Ortschaft wird manchmal auch Köprücek genannt.
Der frühere Name lautet Kerpil. Dieser Name ist beim Katasteramt registriert.
Im Jahr 2009 hatte die Ortschaft 679 Einwohner.
Eine Blutrache zwischen einer Familie aus Köprücük und dem Nachbardorf Ünlüce (Kiyat) forderte zwei Todesopfer und führte dazu, dass Bewohner Ünlüces die Straße durch Köprücük nach Yüksekova nicht mehr benutzten.